# Grand Orient de Belgique
Pour les articles homonymes, voir GOB.
Le Grand Orient de Belgique (GOB, G.O.B) est une obédience maçonnique nationale belge installée le 23 février 1833. Ayant aboli en 1854 l'article condamnant tout sujet politique ou religieux en loge et en 1872 l'obligation pour ses membres de se référer au « Grand Architecte de l'Univers », le Grand Orient de Belgique est une obédience dite « libérale » et « adogmatique ».
Fédération cosmopolite et progressive de loges maçonniques libres et souveraines où les membres sont « initiés », il n'en est pas moins une association sans but lucratif régie par des règles écrites, fondées sur le principe du suffrage universel qui s'exerce sur toutes ses structures.

## Histoire

### Débuts du Grand Orient

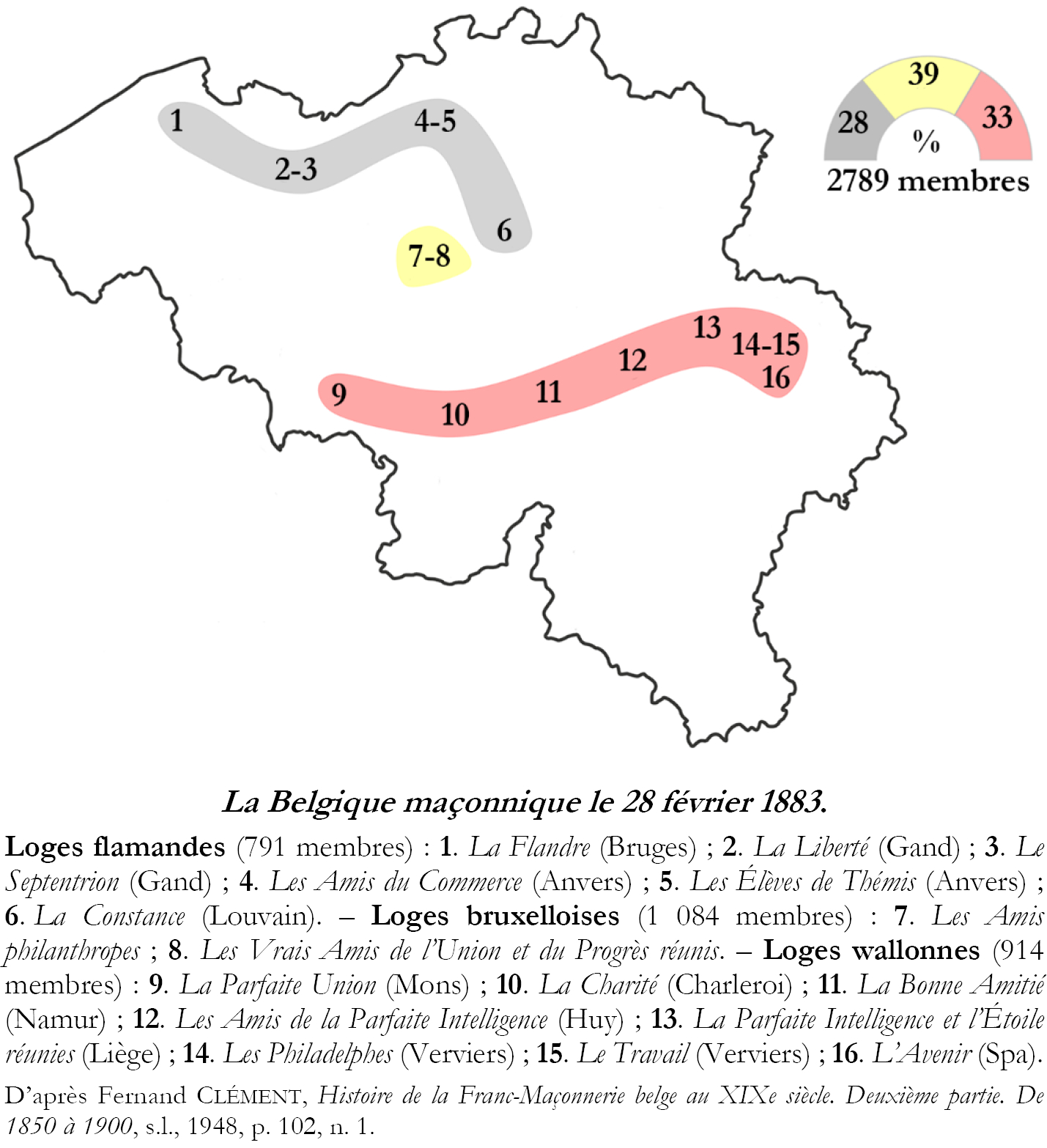
Les Loges belges en 1883

Lors d'une tenue le 16 janvier 1833 la « Grande Loge d'administration des Pays-Bas méridionaux » se mue, à la suite du rejet de l'autorité de l’obédience néerlandaise, en Grand Orient de Belgique. Elle bénéficie de la protection du roi Léopold Ier, qui est franc-maçon selon les règles de l'époque.
En 1854, le Grand Orient supprime l’article interdisant toute discussion en loge de sujets politiques ou religieux. L'obédience sort ainsi de la régularité maçonnique et du groupe dit « des obédiences régulières ». Dix-huit ans plus tard, en 1872, après des discussions de plusieurs années, le GOB modifie ses statuts et règlements généraux et supprime la référence au Grand Architecte de l’Univers - l'obligation d'invocation. Les préceptes et rituels maçonniques s'en trouvent déchristianisés. Quelques mois plus tard, la lutte pour le progrès social est inscrite au programme de l'obédience.

### AuXXesiècle

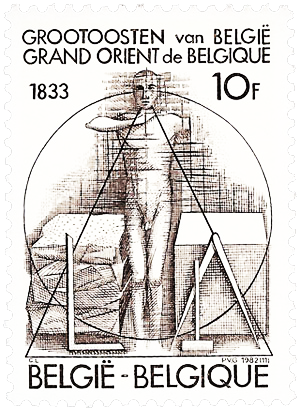
Timbre du Grand Orient de Belgique commémorant en 1983 son

En 1959, le Grand Orient de Belgique connait une scission. Celle-ci conduit à la création de la Grande Loge de Belgique dont se séparent, en 1979, neuf loges qui créent la Grande Loge régulière de Belgique, seule obédience actuellement reconnue par la Grande Loge unie d'Angleterre.

En 1987, lors du 150e anniversaire du Grand Orient de Belgique, le maçonnologue Marcel De Schampheleire déclare :

« L’histoire nous montre l’apport important de la franc-maçonnerie belge à tout ce qui peut contribuer à la « construction du Temple de l’Humanité ». La réalisation de ces objectifs rencontre parfois des résistances, suscite d’autres fois des tensions, s’accompagne de réactions à ces actions […] Une attitude à l’origine religieuse fait place à une ouverture vers le libre examen et une pensée non-dogmatique, pour aboutir à la prédominance d’une laïcité prononcée chez les frères du Grand Orient. »

### Au début duXXIesiècle
En 2003, le Grand Orient de Belgique participe à la création de l'obédience « Souverän Gross Oriënt von Deutschland » (SGOvD), située à Frankfort/Offenbach.
Il est majoritaire en Belgique. Au 1er mars 2012, l'obédience compte 110 loges bleues ou symboliques, qui regroupent 10 125 frères. Sur ces 110 loges, 29 sont situées en Flandre, 34 à Bruxelles, 46 en Wallonie et une au Burundi (Bujumbura). Il n'existe pas de loge germanophone travaillant sous ses auspices. La moyenne d'âge est de 61 ans, l'âge moyen des frères initiés est de 47 ans[réf. nécessaire].
Le Grand Orient de Belgique entretient des relations fraternelles officielles avec la plupart des obédiences maçonniques présentes sur le territoire belge, notamment :
- la Grande Loge de Belgique ;
- la Grande Loge féminine de Belgique ;
- la Fédération belge de l'Ordre maçonnique mixte international "Le Droit humain" ;
- Lithos-Confédération de Loges.

## Principes
- Reconnaissance de la devise républicaine : Liberté, Égalité, Fraternité comme des valeurs essentielles de nature à favoriser la vie dans un monde tolérant ;
- « L'obédience (...) requiert de ses membres probité, dévouement et désir d’apprendre. » ;
- Respect de la laïcité (présenté en 2009 par Bertrand Fondu comme le combat essentiel au XXIe siècle[4].) ;
- Les tenues sont basées sur les principes de la libre expression et du libre examen.

## Fonctionnement

### Loges

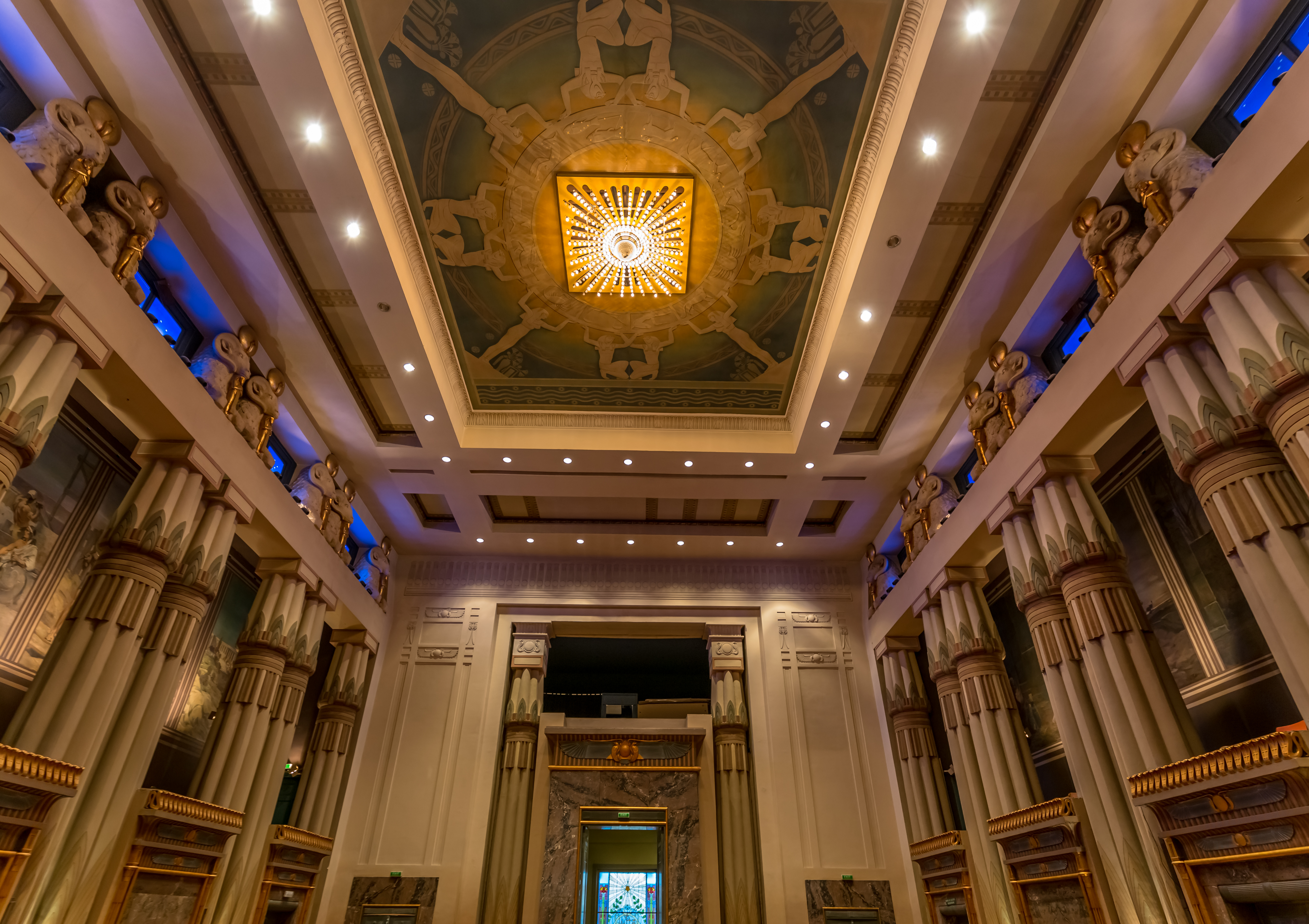
Intérieur du grand temple maçonnique situé rue de Laeken.

Les loges sont souveraines et prennent ainsi la responsabilité de procéder à l'initiation maçonnique. La loge souveraine confère donc la qualité de maçon à ses membres et assure la régularité des travaux et le lieu de ses réunions. Au Grand Orient de Belgique, la loge maçonnique est perçue comme une « structure évolutive résultant des réflexions de ses membres et des modifications de sa composition ».

### Rites

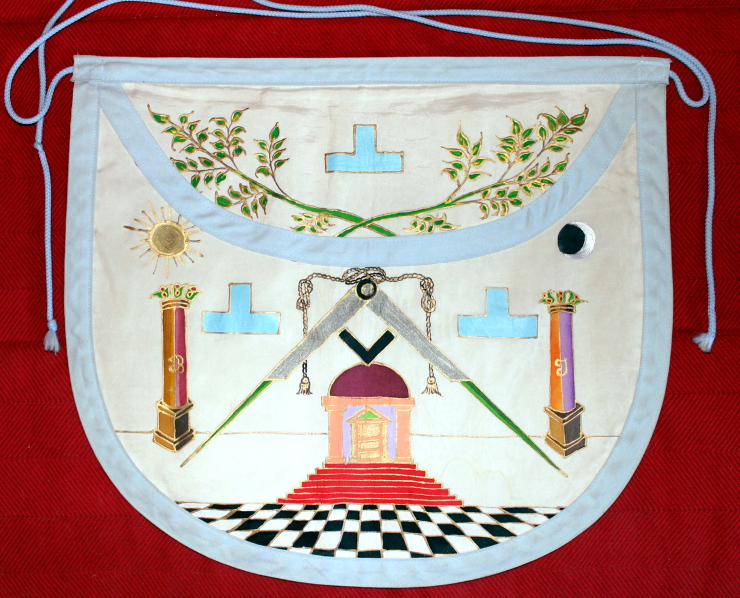
Tablier de Vénérable Maître du Rite français moderne (régulateur 1801)

La grande majorité des loges maçonniques du GOB travaillent - aux trois degrés d’apprenti, de compagnon et de maître - suivant deux rites : 
- Le Rite français moderne (RFM) : rite fondateur du Grand Orient de Belgique codifié par le Grand Orient de France. Il est inscrit dans la filiation de la Grande Loge de Londres de 1717 dite « Grande Loge des modernes ».
- Le Rite écossais ancien et accepté (REAA) : Il fut fondé en 1804 à Charleston (États-Unis) et revendique une filiation avec la Grande Loge des anciens. il est minoritaire au sein du Grand Orient de Belgique.

### Mixité
A sa création, le Grand Orient de Belgique est exclusivement masculin, ses loges n'initient que des hommes. Les loges peuvent cependant décider d'accueillir des sœurs selon des modalités propres à ces premières.
En septembre 2009, Bertrand Fondu, alors grand maître de l'obédience déclare, en référence à une commission d'étude interne sur la mixité que les travaux des loges seront pris en compte en ce qui concerne la création de loge mixte, masculine ou féminine. La réflexion juridique du Grand Collège du Grand Orient de Belgique se clôture un mois après. La conclusion parait dans la presse et annonce une position favorable à la mixité.
Le dimanche 16 février 2020, une assemblée générale extraordinaire historique composée de tous les représentants de l’obédience vote à la majorité de 70% la modification de ses statuts et règlements. Le GOB devient une confédération formée d’une fédération masculine, d’une fédération mixte et d’une fédération féminine.

### Pratique des  «hauts grades maçonniques»
Jusqu'en 1845, le GOB pratique le Rite des modernes (nommé Rite écossais reformé) en sept étapes (trois degrés et quatre ordres) et effectue ses travaux aux grades bleus et capitulaires. En effet, une lettre adressée en 1845 à l'orient de Bruxelles par « Les Vrais Amis de l’union et du progrès réunis » demande la création d’une « chambre d’administration » au sein du GOB pour administrer les hauts grades du Rite moderne. La demande ne sera pas traité par l'orient de Bruxelles, laissant intact le fonctionnement traditionnel de chapitres et loges souverain(ne)s. Le Grand Orient de Belgique entretient néanmoins des liens fraternels avec certaines structures et organismes indépendants qui administrent les hauts grades, et en particulier il eut à partir de 1880 un traité avec le Suprême Conseil de Belgique, traité réservant l'exclusivité des trois premiers grades au GOB et celle des "hauts grades" au SCB, et que ce dernier dénonça en 1960 avec le préavis réglementaire d'un an à l'occasion de la fondation de la Grande Loge de Belgique. Parmi les principaux ateliers de hauts grades, outre le « Souverain Chapitre des vrais amis de l'union et du progrès réunis », le plus ancien de Belgique, à l'origine souché sur la loge du même nom déjà citée, il faut mentionner entre autres le  « Souverain Chapitre des amis philanthropes » depuis 1802 et le « Chapitre libre et souverain des amis philanthropes » (scission du précédent et l'un des fondateurs du Souverain Collège du rite écossais pour la Belgique) depuis 1961.

## Direction de l'obédience
- 1833 - 1835 : Joseph Defrenne.
- 1835 - 1842 : Goswin de Stassart.
- 1842 - 1854 : Eugène Defacqz.
- 1854 - 1862 : Pierre-Théodore Verhaegen.
- 1866 - 1868 : Joseph Van Schoor.
- 1869 - 1871 : Pierre Van Humbeeck.
- 1871 - 1874 : Auguste Couvreur.
- 1875 - 1877 : Henri Bergé,
- 1877 - 1880 : Auguste Couvreur, (2d mandat).
- 1881 - 1883 : Henri Bergé, (2e mandat).
- 1896 - 1898 : Henri Bergé, (3e mandat).
- 1884 - 1886 : Eugène Goblet d'Alviella,
- 1887 - 1889 : Victor Lynen.
- 1890 - 1892 : Ernest Reisse.
- 1893 - 1895 : Auguste Houzeau de Lehaie.
- 1899 - 1901 : Gustave Royers.
- 1902 - 1904 : Fernand Cocq.
- 1905 - 1907 : Jean-Laurent Hasse.
- 1908 - 1910 : Joseph Descamps.
- 1911 - 1913 : Fernand Cocq, (2d mandat).
- 1914 - 1921 : Charles Magnette.
- 1922 - 1924 : Fernand Levêque.
- 1925 - 1927 : Charles Magnette, (2d mandat).
- 1928 - 1930 : Raoul Engel.
- 1931 - 1933 : Victor Carpentier.
- 1934 - 1936 : Paul Erculisse.
- 1937 - 1939 : Jules Hiernaux.
- 1945 - 1947 : Leonce Mardens.
- 1947 - 1950 : Edmond Troch.
- 1950 - 1953 : Walther Bourgeois.
- 1954 - 1957 : Robert Hamaide.
- 1957 - 1959 : Leopold Remouchamps.
- 1960 - 1961 : Georges Beernaerts.
- 1962 - 1962 : Charles Castel.
- 1963 - 1965 : Henri Bonet.
- 1966 - 1968 : Robert Dille.
- 1969 - 1971 : Victor-Gaston Martiny.
- 1971 - 1974 : Pierre Burton.
- 1974 - 1977 : Jaak Nutkievitz.
- 1977 - 1981 : Nicolas Bontyès.
- 1981 - 1984 : André-Louis Mechelynck.
- 1984 - 1987 : Sylvain Loccufier.
- 1987 - 1990 : Guy Vlaeminck.
- 1990 - 1993 : Louis Dengis.
- 1993 - 1996 : Dimitri Sfingopoulos.
- 1996 - 1999 : Pierre Klees.
- 1999 - 2001 : Adolphe Adolphy.
- 2005 - 2008 : Henri Bartholomeeusen.
- 2008 - 2011 : Bertrand Fondu.
- 2011 - 2014 : Jozef Asselbergh[11].
- 2014 - 2017 : Marc Menschaert[12].
- 2017 - 2020 : Henry Charpentier[13].
- 2020 - 2024 : Alain Cornet[14].
- 2024 -  : Patrick Cauwert[15].

Grands maîtres du GOB
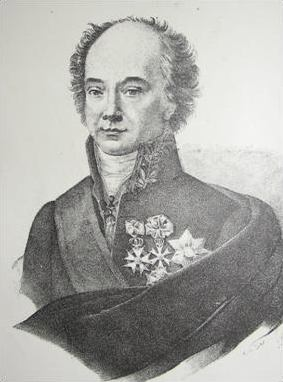
Goswin de Stassart.
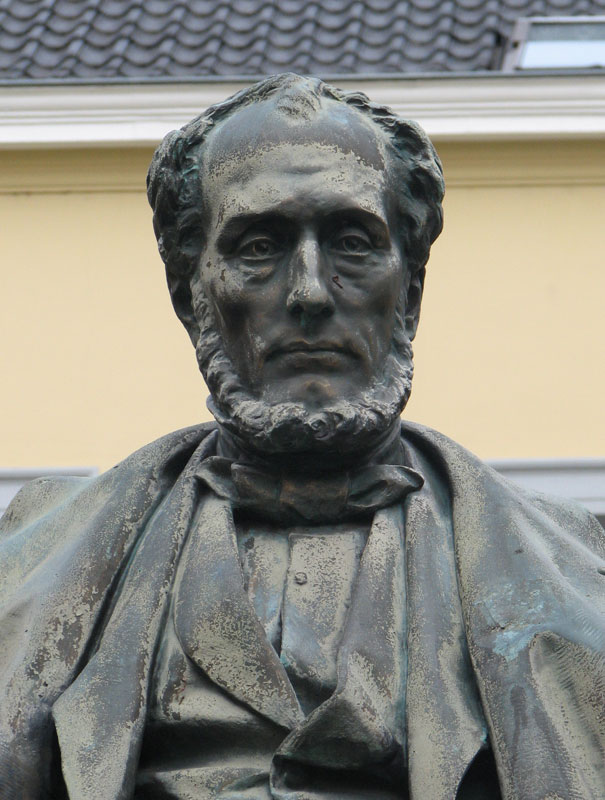
Eugène Defacqz.
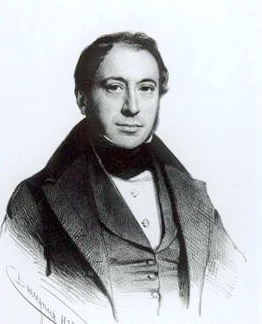
Théodore Verhaegen.
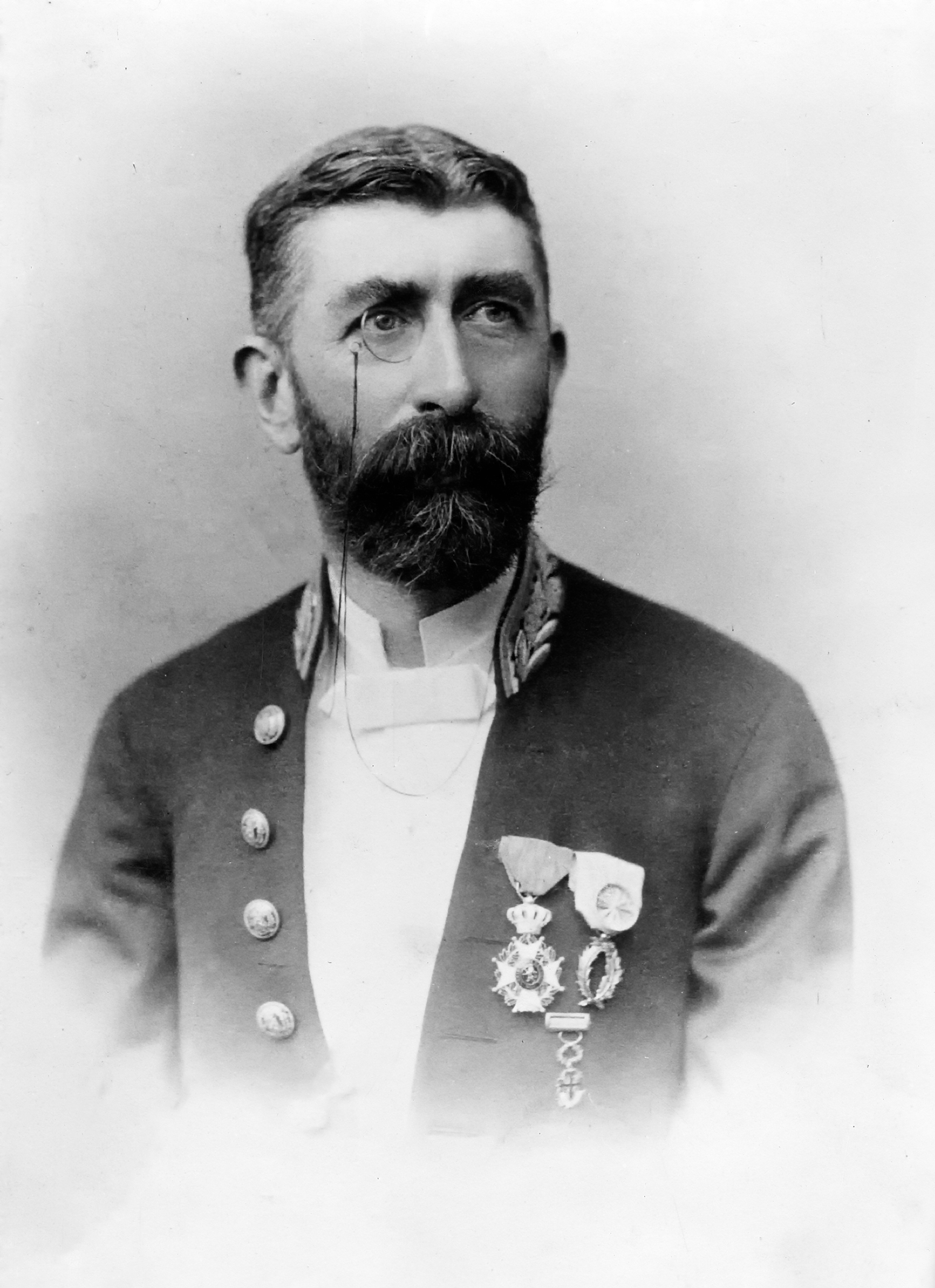
Eugène Goblet d'Alviella.
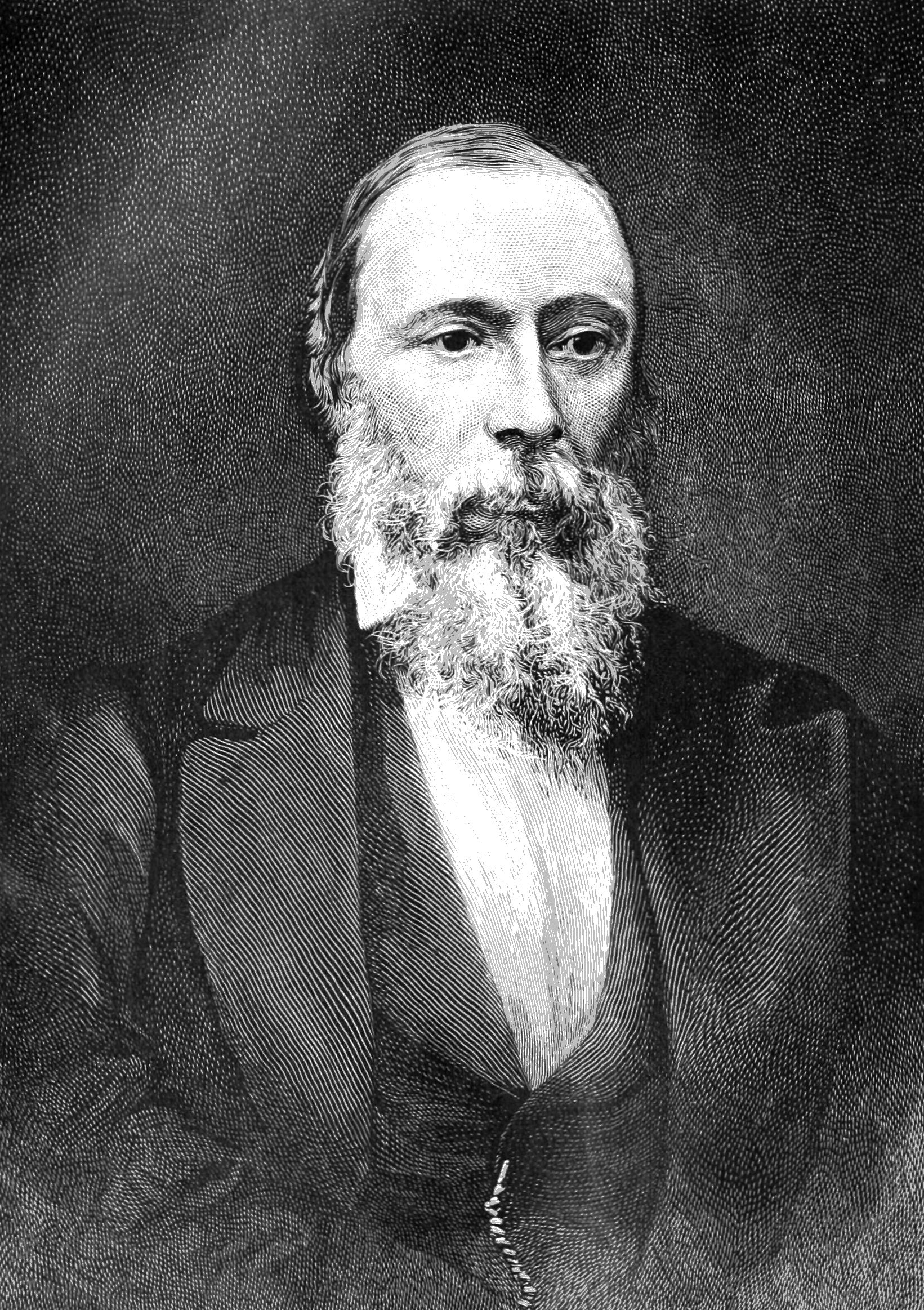
Jean-Charles Houzeau de Lehaie.
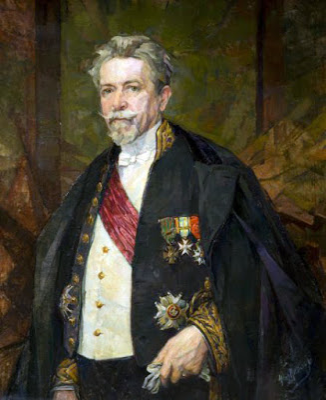
Charles Magnette
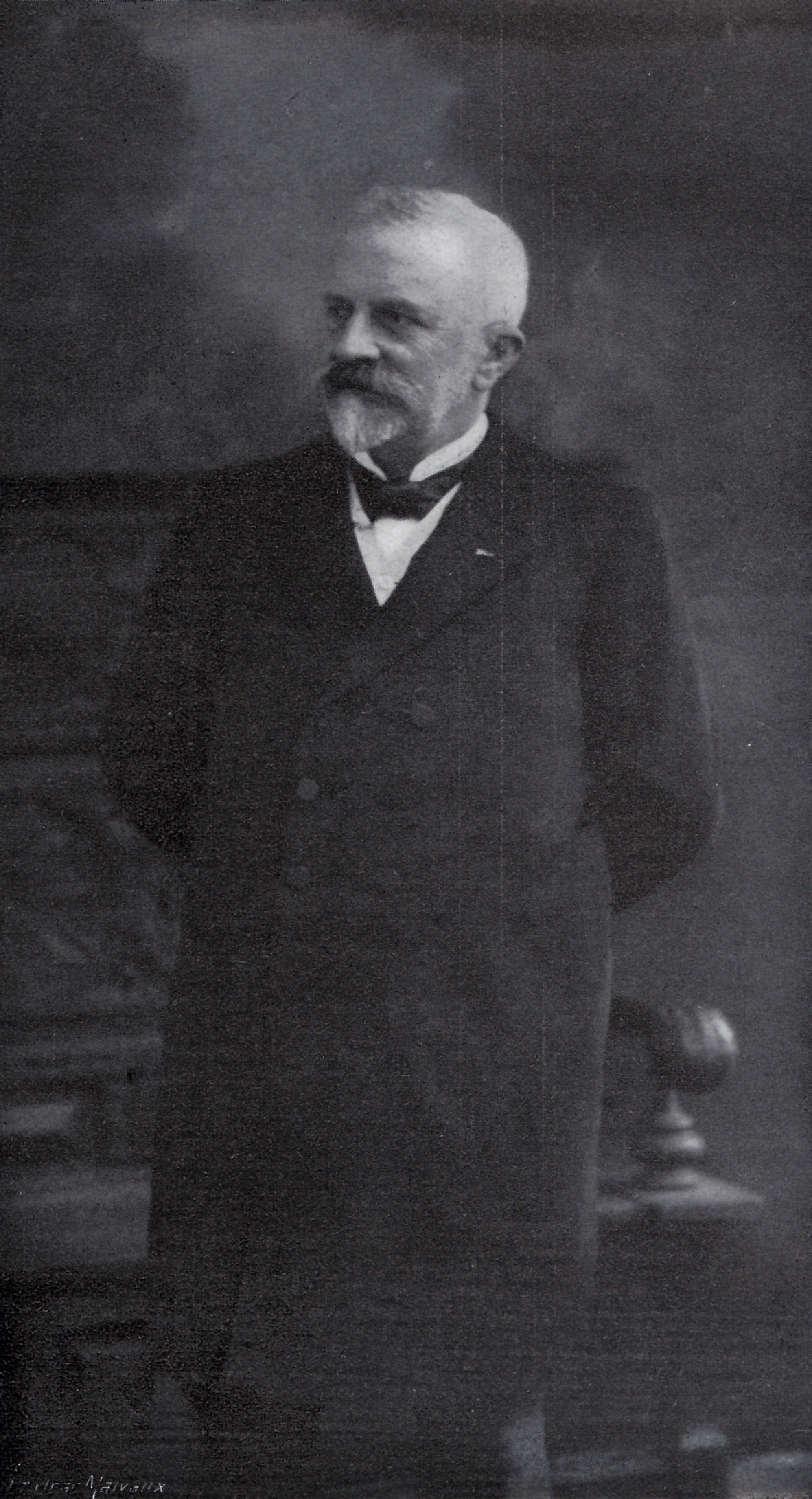
Jean-Laurent Hasse
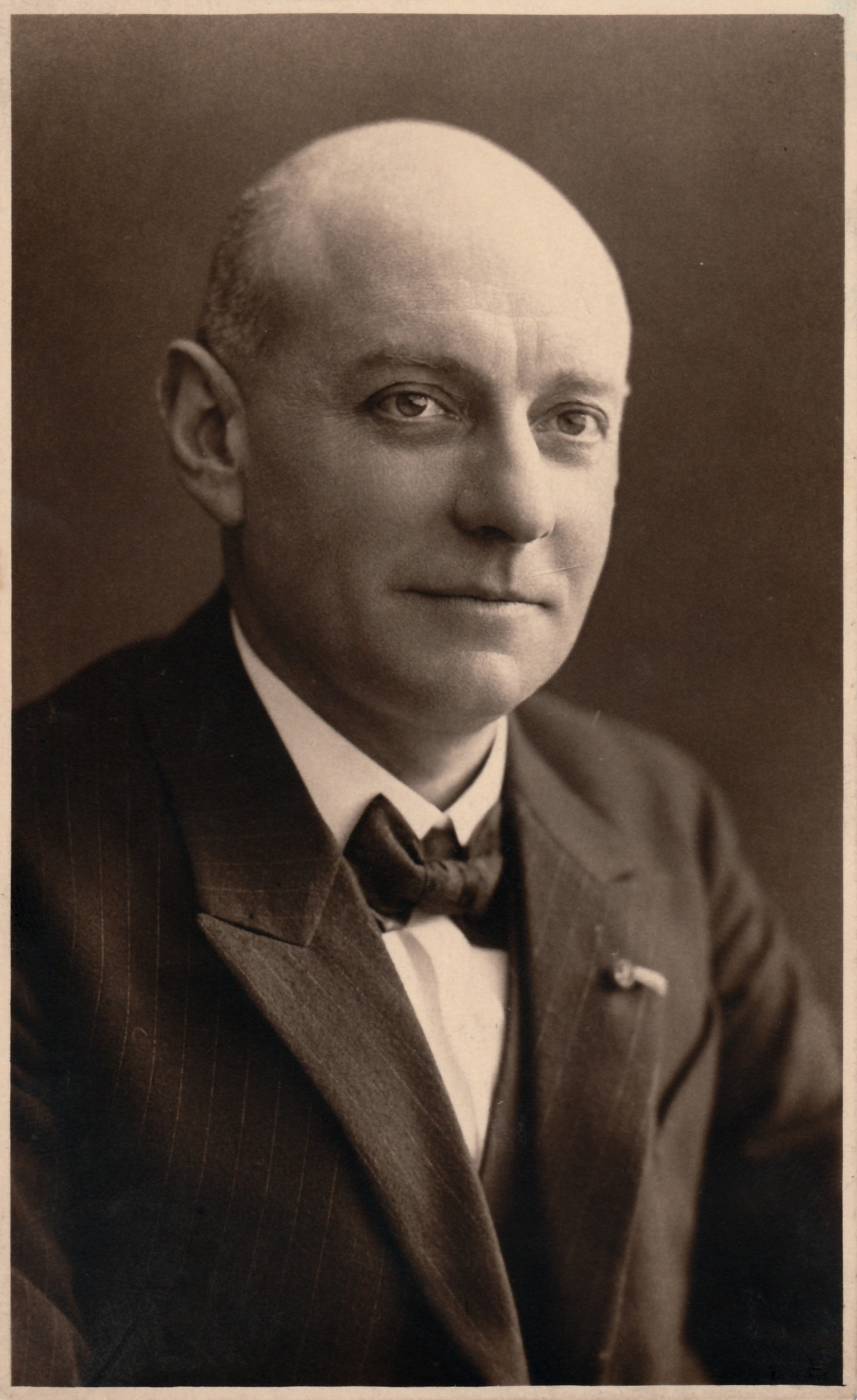
Jules Hiernaux

## Quelques francs-maçons célèbres du GOB
- Jules Anspach, 1829-1879. Bourgmestre de Bruxelles
- Jules Bordet, 1870-1961. Prix Nobel de médecine en 1919.
- François Bovesse, 1890-1944.
- Auguste Buisseret, 1888-1965.
- Charles Buls, 1837-1914.
- Eddy Caekelberghs, 1961. Journaliste
- Léo Campion, 1905-1992. Écrivain anarchiste et libertaire
- André Cools, 1927-1991.
- Charles De Coster, 1827-1879.
- Ovide Decroly, 1871-1932. Médecin et pédagogue, créateur de l’École Decroly.
- André Delvaux, 1926-2002.
- Antoine Depage, 1862-1925. Sénateur belge
- Jean Gol, 1942-1995
- François-Joseph Gossec, 1734-1829. Directeur d'opéra.
- Hervé Hasquin, 1942.
- Arthur Haulot, 1913-2005. Poète et conteur.
- Victor Horta, 1861-1947. Architecte, chef de file de l'Art nouveau.
- Henri La Fontaine, 1854-1943. Prix Nobel de la paix en 1913.
- Joseph Lebeau (1794-1865).
- Charles-Joseph de Ligne, 1735-1814.
- Constantin Meunier, 1831-1905.
- Louis Michel, 1947.
- François Perin, 1921-2013
- Edmond Picard, 1836-1924.
- Félicien Rops, 1833-1898.
- Roger Somville, 1923-2014.
- Auguste van Dievoet, 1803-1865.
- Henri van Dievoet, 1869-1931.
- Émile Vandervelde, 1866-1938.
- Henri Vieuxtemps, 1820-1881.